# Kupreanof Island
Kupreanof Island is een eiland in de Alexanderarchipel in de Alaska Panhandle in het zuidoosten van Alaska in de Verenigde Staten.

## Geografie
Het eiland heeft een lengte van 84 kilometer, een breedte van 32 kilometer en een landoppervlakte van 2.802,84 km². Hiermee is het het 13e grootste eiland in de Verenigde Staten en het 170e grootste eiland ter wereld. Onderdeel van het eiland is ook het Lindenberg Peninsula in het oosten dat door de smalle inham genaamd Duncan Canal grotendeels van de rest van het eiland gescheiden wordt. In het noordwesten, noorden en noordoosten ligt de Frederick Sound met aan de overzijde daarvan in het noordwesten Admiralty Island en in het noordoosten het vasteland van Alaska. Ten noorden van het eiland mondt de Stephens Passage uit op de Frederick Sound. In het zuidoosten liggen de Wrangell Narrows met aan de overzijde het Mitkof Island en Woewodski Island. Naar respectievelijk het zuidoosten en zuiden liggen het Zarembo Island en het Prins van Waleseiland aan de overzijde van Sumner Strait. In het westen ligt Kuiu Island.
Met de volkstelling van 2000 had het eiland 785 inwoners. De grootste nederzetting op het eiland is Kake aan de noordwestelijke kant van het eiland. Hier bevindt zich Kake Airport en de Kake Seaplane Base en meert de ferry van de Alaska Marine Highway aan. De enige andere plaats is Kupreanof aan de oostkant dat gelegen is aan de Wrangell Narrows met aan de overkant de stad Petersburg op Mitkof Island. Het eiland ligt binnen de grenzen van Tongass National Forest (Petersburg Ranger District). De Petersburg Creek–Duncan Salt Chuck Wilderness is een deel van het bos dat zich op het eiland bevindt.

## Geschiedenis
Het eiland werd voor het eerst in kaart gebracht in 1793-1794 door James Johnstone en Joseph Whidbey, beiden deel uitmakend van de expeditie van de Britse marineofficier George Vancouver van 1791-1795. Het eiland is vernoemd naar viceadmiraal Ivan Koeprejanov, gouverneur van de Russisch-Amerikaanse koloniën van 1836 tot 1840; de naam werd in 1848 gepubliceerd op een kaart van de Russische Hydrografische Dienst als "Os(trov) Kupreyanova".